# Labidura riparia
Labidura riparia är en tvestjärtart som först beskrevs av Peter Simon Pallas 1773.  Labidura riparia ingår i släktet Labidura och familjen Labiduridae. Inga underarter finns listade i Catalogue of Life.

## Bildgalleri

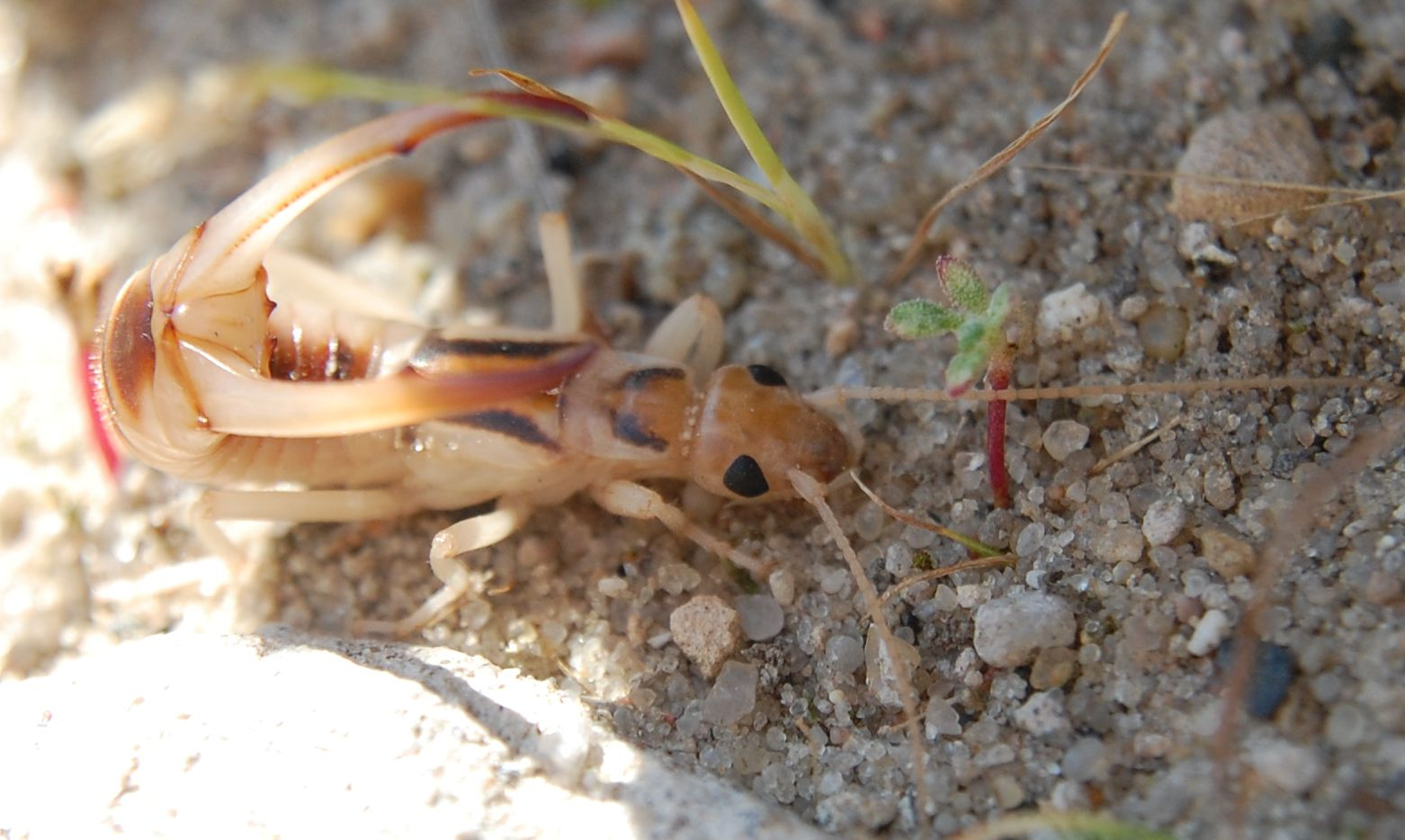
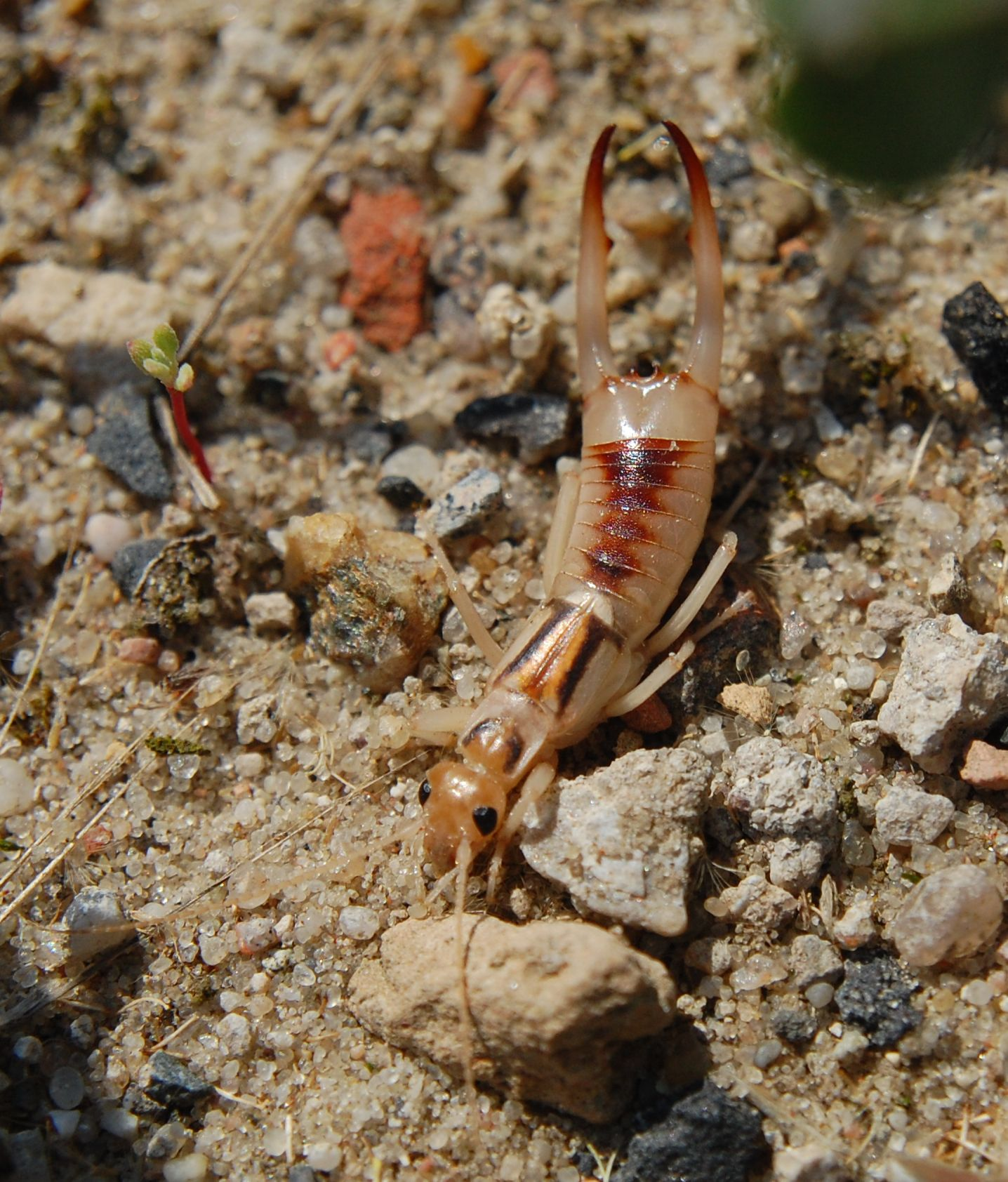
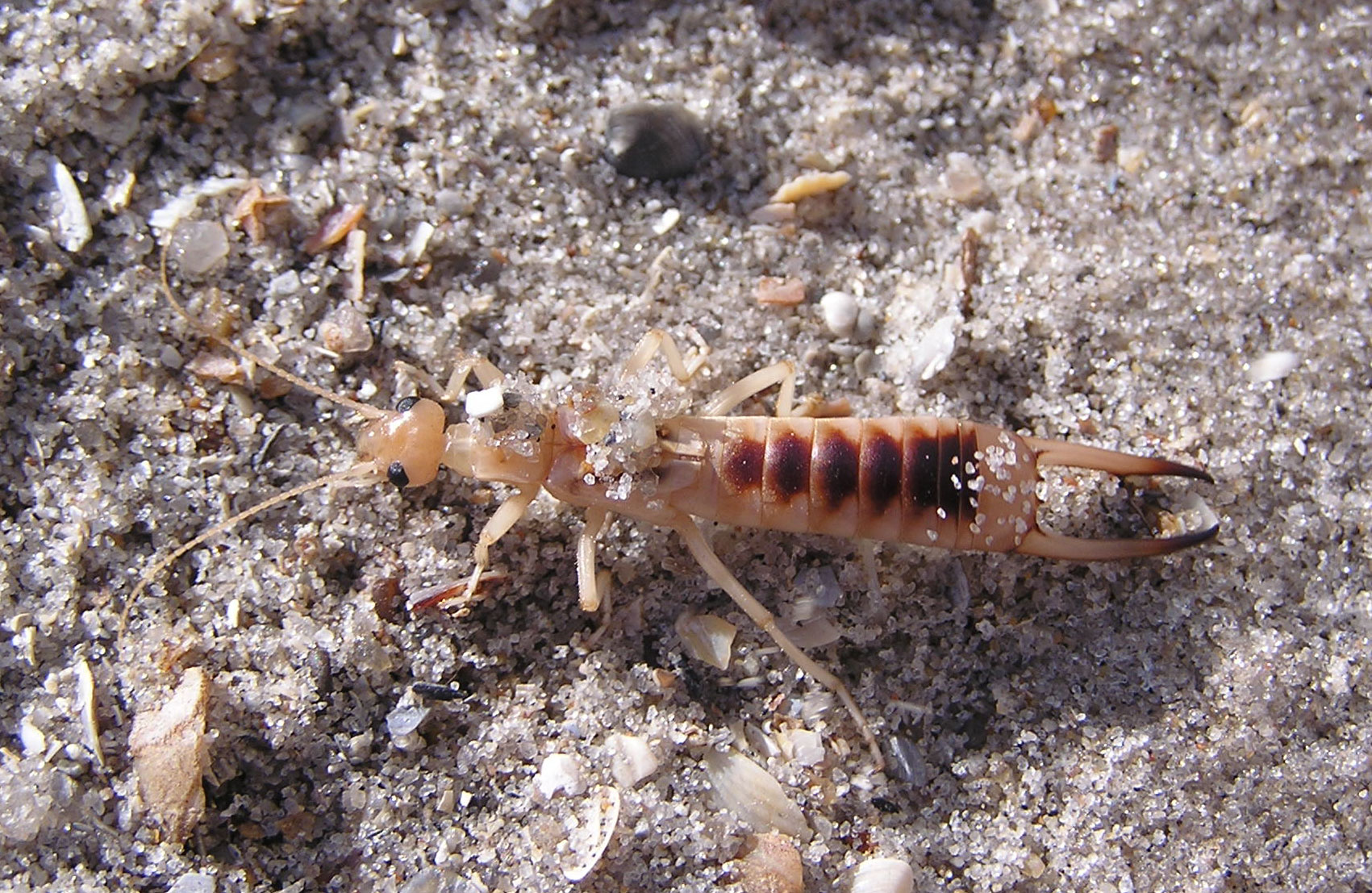
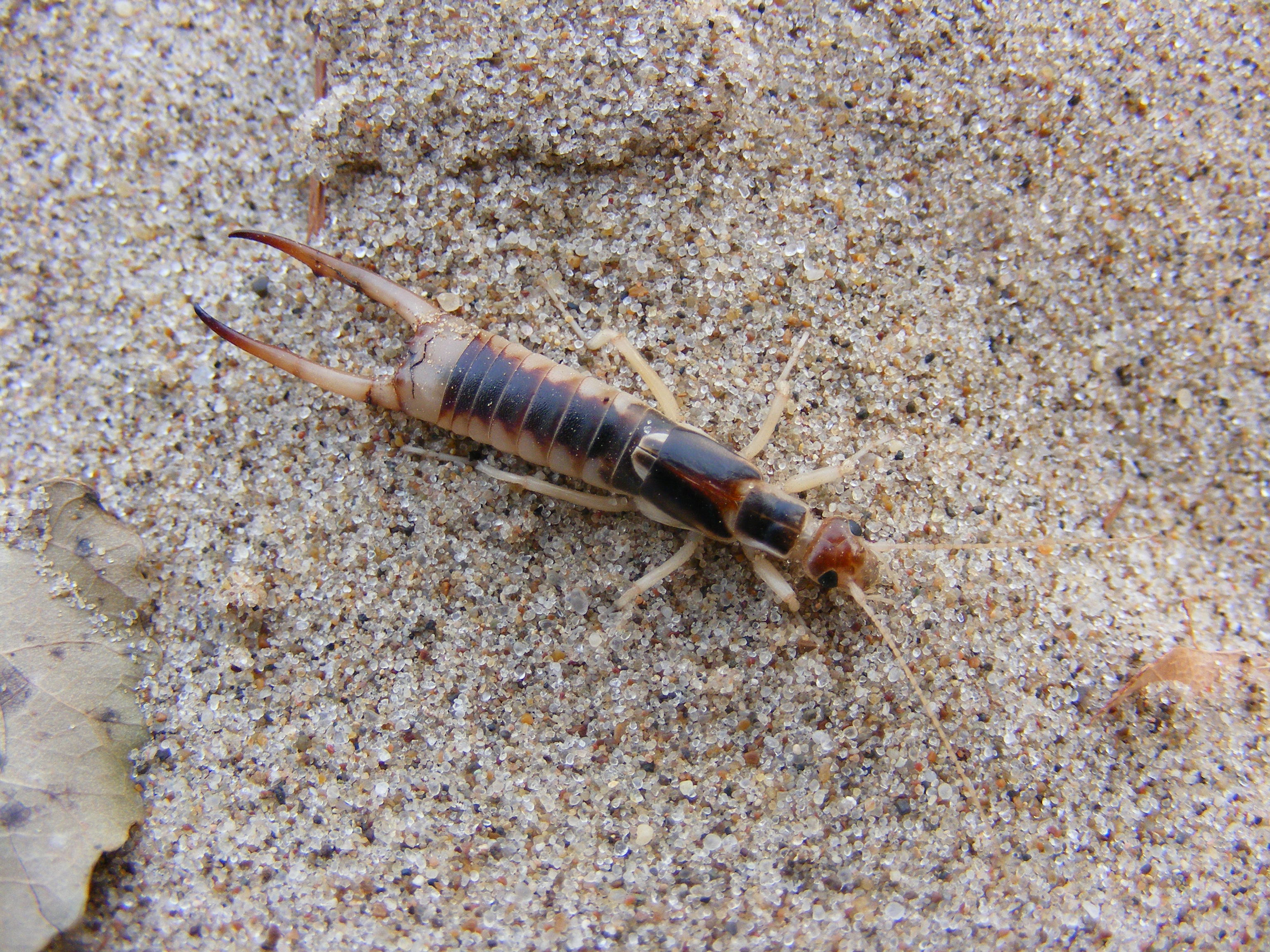
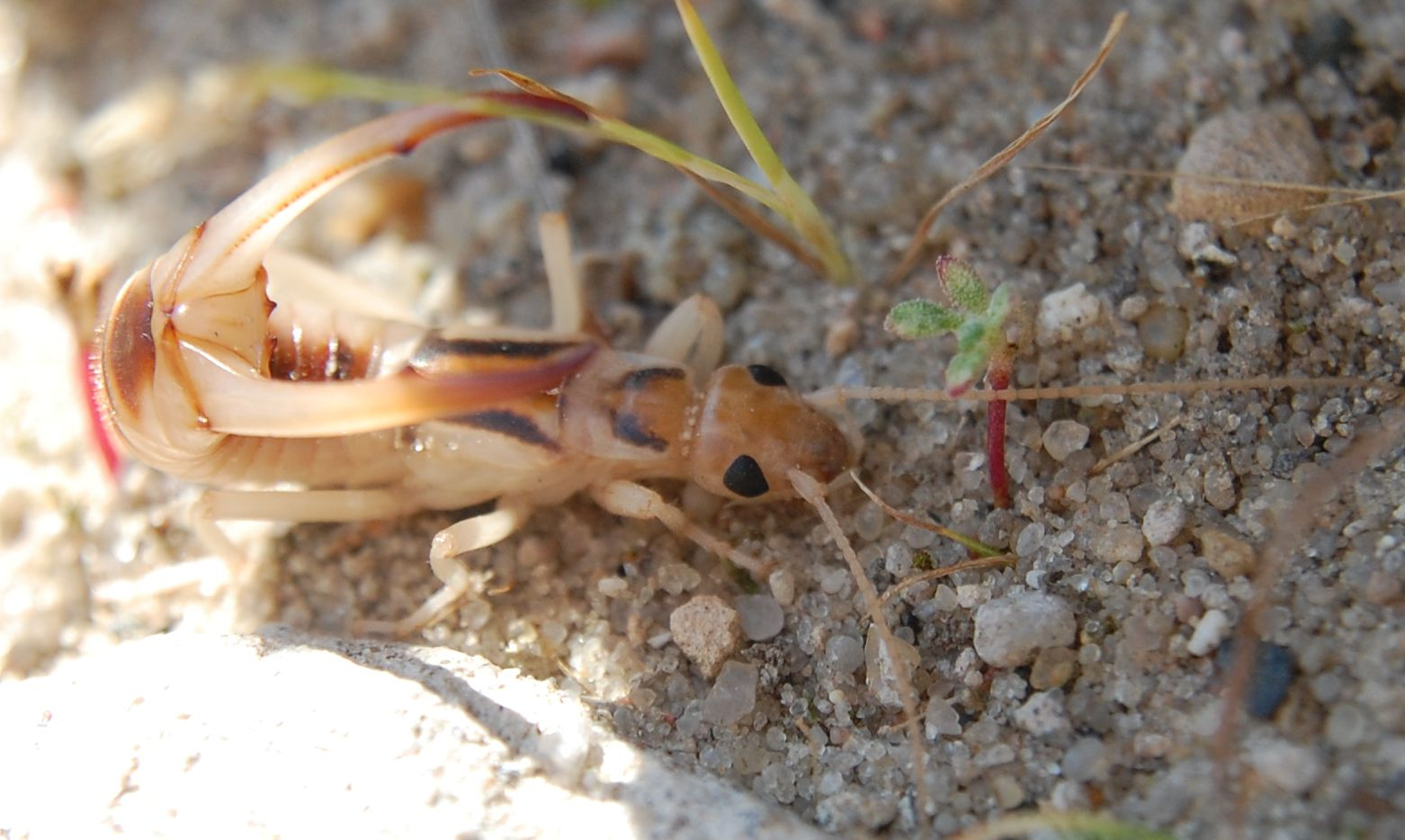
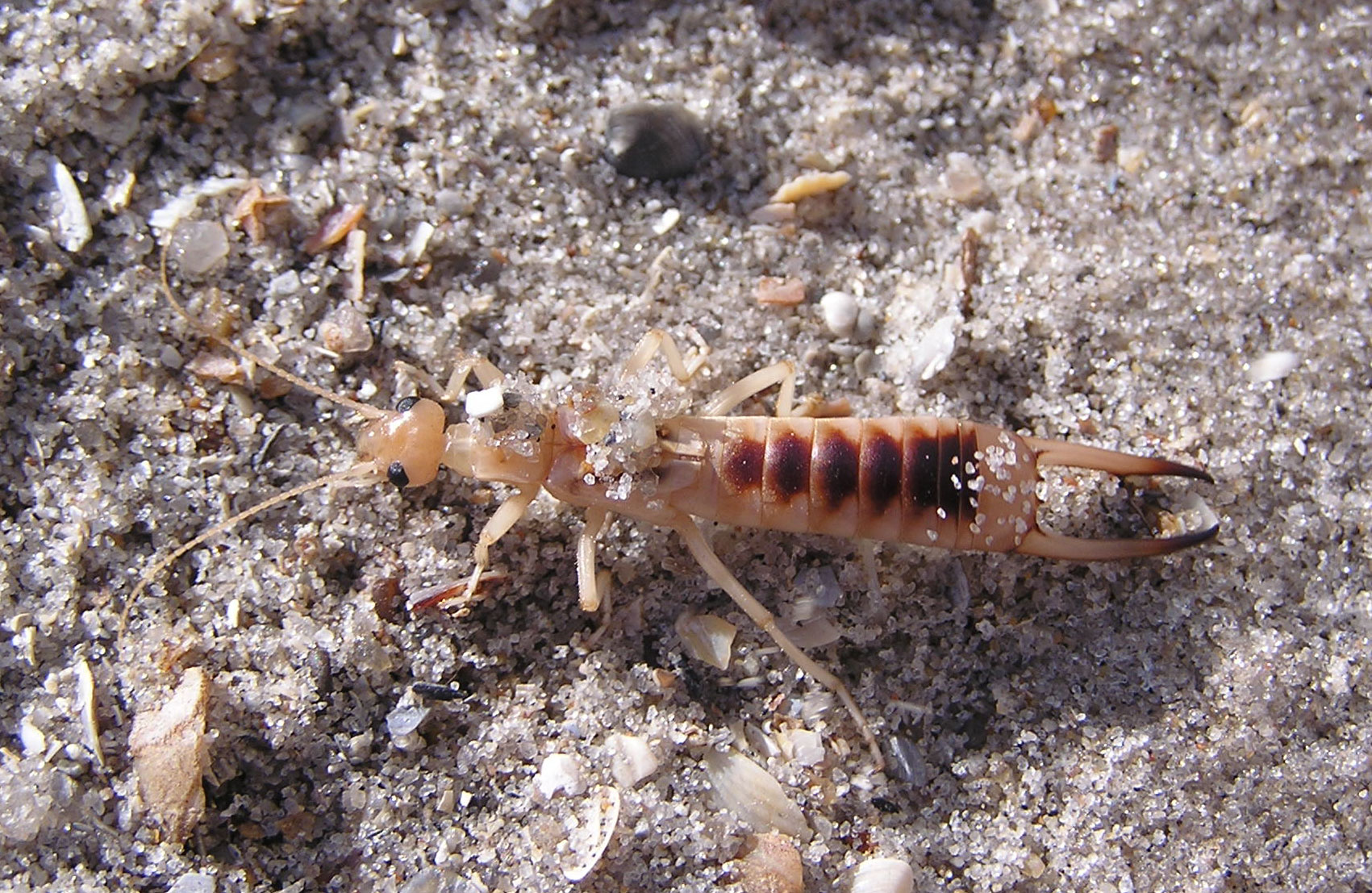